# Wysocko (obwód lwowski)
Wysocko (ukr. Висоцько) – wieś na Ukrainie w rejonie złoczowskim należącym do obwodu lwowskiego.
Do 2020 w rejonie brodzkim. 

## Położenie
Na podstawie Słownika geograficznego Królestwa Polskiego i innych krajów słowiańskich: Wysocko to wieś w powiecie brodzkim, 12 km na południowy zachód od Brodów, tuż na wschód od urzędu pocztowego w Zabłotcach. Na obszarze dworskim znajdowała się karczma Zabawa.